# 421
Évszázadok: 4. század – 5. század – 6. század
Évtizedek: 370-es évek – 380-as évek – 390-es évek – 400-as évek – 410-es évek – 420-as évek – 430-as évek – 440-es évek – 450-es évek – 460-as évek – 470-es évek
Évek: 416 – 417 – 418 – 419 –  420 – 421 – 422 – 423 – 424 – 425 – 426

## Események

### Nyugat- és Keletrómai Birodalom
- Iulius Agricolát (nyugaton) és Flavius Eustathiust (keleten) választják consulnak.
- Február 28.: Honorius nyugatrómai császár társuralkodóvá nevezi ki és augustusi címet adományoz fővezérének, Flavius Constantiusnak, aki eddig is gyakorlatilag teljesen kézben tartotta a kormányzatot.
- Március 15.: Rialto szigetén felszentelnek egy Szt. Jakab-templomot; a hagyomány szerint így alapították meg Velencét.
- Pulcheria, II. Theodosius keletrómai császár nővére feleséget keres 20 éves öccsének. Választása a pogány Athenaisra esik, aki a június 7-én megrendezett esküvő előtt megkeresztelkedik és felveszi az Aelia Eudocia nevet. A későbbiekben a két nő rivalizálni kezd a császár fölötti befolyásért.
- Szeptember 2.: Constantius társcsászár megbetegszik és meghal. Felesége, Galla Placidia másodszor özvegyül meg. Miután viszonya féltestvérével, Honoriusszal feszültté válik, gyerekeivel együtt Konstantinápolyba költözik.
- A keresztények üldözése miatt II. Theodosius hadat üzen a Szászánida Birodalomnak. Hadvezére, az alán származású Ardaburius betör a Örményország perzsa uralom alatti részébe és feldúlja Arzanéné régiót. V. Bahrám szászánida király az arabokkal szövetkezik a rómaiak ellen.
- A frankok kifosztják Augusta Treverorumot (Trier)

### Kína
- Vu, a Liu Szung dinasztia császára meggyilkoltatja az előző évben általa lemondatott utolsó Csin-császárt, Kungot.
- Északi Liang állam meghódítja és annektálja Nyugati Liangot; annak uralkodója, Li Hszün öngyilkos lesz.

## Halálozások
- szeptember 2. – III. Constantius, római császár
- Csin Kung-ti, kínai császár
- Li Hszün, Nyugati Liang királya
- Egyiptomi Mária, szent

## Fordítás
- Ez a szócikk részben vagy egészben  a(z)   421 című angol Wikipédia-szócikk ezen változatának fordításán alapul.  Az eredeti cikk szerkesztőit annak laptörténete sorolja fel. Ez a jelzés csupán a megfogalmazás eredetét és a szerzői jogokat jelzi, nem szolgál a cikkben szereplő információk forrásmegjelöléseként.